# Подгорное (Ставропольский край)
Подго́рное — село в Андроповском муниципальном округе Ставропольского края России.

## Этимология названия
Село расположено у подошвы горы Казинки (Казинской), с чем связано его наименование.

## Географическое положение
Расстояние до краевого центра: 63 км.
Расстояние до районного центра: 20 км.

## История
Село Подгорное (эст. Allmäe — «Под горой») образовано в 1868 году (в некоторых источниках указаны 1863 и 1783 годы). Его основали эстонские переселенцы из Эстляндии и Финляндии, а также русские из центральных губерний Российской империи, появившиеся здесь после Крестьянской реформы 1861 года (отмены крепостного права), в период интенсивного заселения Ставрополья.
К середине 1920-х годов, согласно «Списку населённых пунктов нацмен Ставропольского округа», в Подгорном проживало 1192 человека (из них все — эстонцы).
До 16 марта 2020 года село входило в упразднённый Казинский сельсовет.

## Население
| 1897 | 1897  | 1903 | 1910  | 1989 | 2002 |
| ---- | ----- | ---- | ----- | ---- | ---- |
| 839  | ↗1098 | ↘898 | ↗1403 | ↘400 | ↘374 |
| 2010 | 2011  | 2014 |       |      |      |
| ↘325 | ↗335  | ↘300 |       |      |      |

По данным переписи 2002 года в национальной структуре населения русские составляли 47 %.

## Инфраструктура
- Основная общеобразовательная школа № 15
- Библиотека. Открыта 27 мая 1950 года[16]
- Фельдшерско-акушерский пункт[17]
- Подгорненская церковь ЕХБ
- Общественное открытое кладбище[18].

## Уроженцы
В 1876 году в Подгорном родился Дмитрий Иванович Лукьянов, впоследствии ставший другом и политическим наставником актрисы Марии Фёдоровны Андреевой.
В 1905 году здесь появился на свет Иосиф Иосифович Лаар, в 1943 году повторивший подвиг Александра Матросова — при освобождении Таманского полуострова, в районе хутора Ленинский Крымского района он закрыл своим телом амбразуру вражеского ДЗОТа. Указом Президиума Верховного Совета РСФСР от 5 октября 1943 года И. Лаару было присвоено звание Героя Советского Союза.
В 1923 году родилась Тамара Карловна Лааз — депутат Верховного Совета СССР 3-го созыва.

## Памятники
На территории села находится памятник истории местного значения — «Могила лётчика капитана Синяева, погибшего в борьбе с фашистами» (1942, 1952 годы). Останки Ивана Сергеевича Синяева были захоронены 17 января 1943 года. Над могилой лётчика (по улице Цветочной) установлен обелиск.